# Acollador

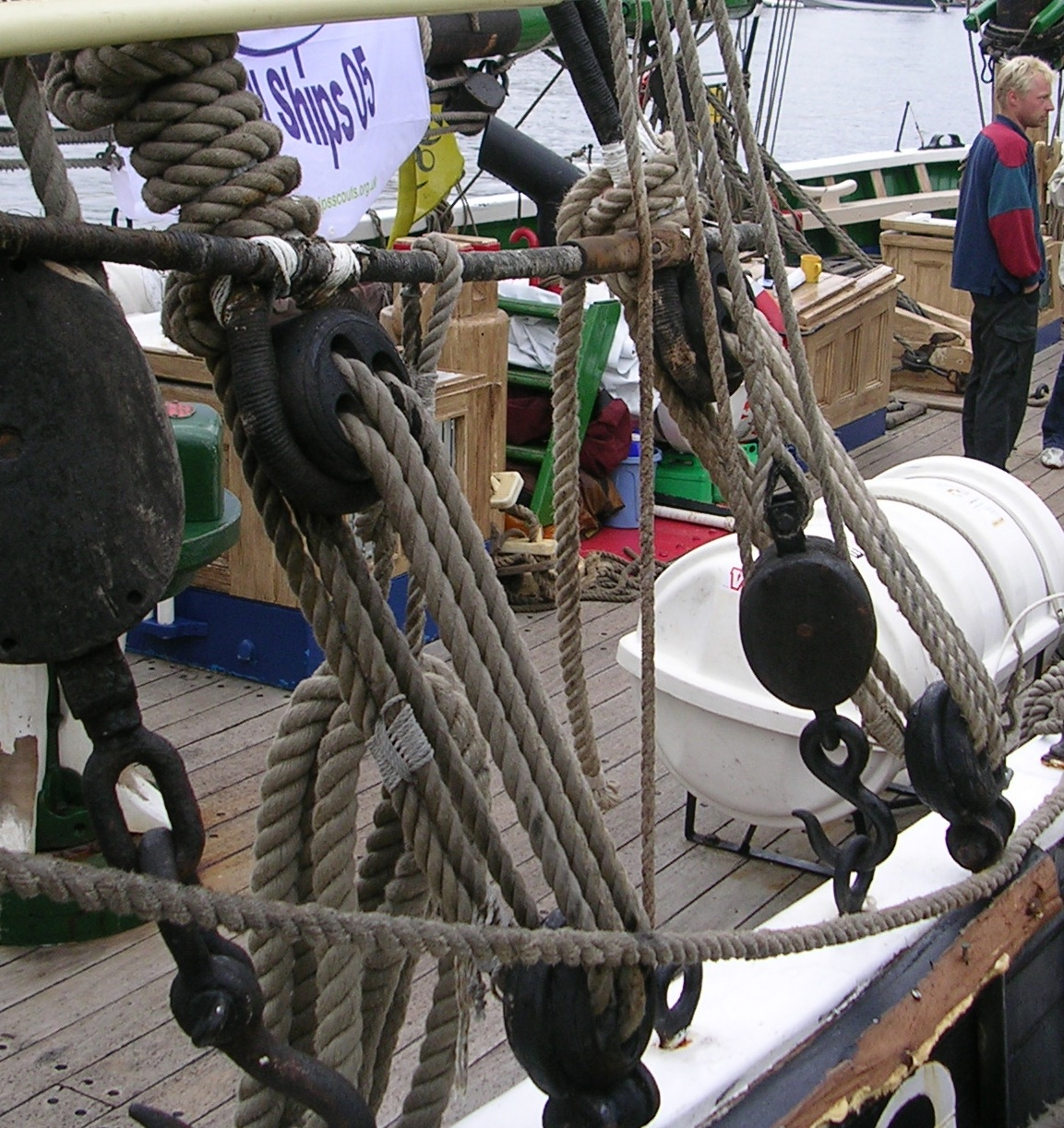
Dos tensors
d'obencs amb dobles bigotes de tres forats usats en un quetx clàssic. Vegeu els acolladors.

Acollador és, en nàutica, la corda que forma part d'un conjunt tensor associat amb dues bigotes.
En el cas, més freqüent, que les bigotes siguin de tres ulls (forats) el collador passa successivament pels ulls d'una i altra bigota.
Estris anàlegs reben noms diferents en altres contextos; al món militar, per exemple, una mena d'acollador que serveix per a sostenir el sabre s'anomena dragona.

## Materials clàssics
Els acolladors eren, i encara són, de cànem enquitranat.
La seva mena era la meitat que la mena de l'obenc a tesar.
En el cas d'obencam de fibres modernes els acolladors acostumen a ser de la mateixa fibra emprada en la maniobra de ferm (eixàrcia ferma).

## Detalls pràctics
Cada acollador té dos caps (extrems). Un dels caps pot lligar-se a la coberta (a una anella o cadenot apropiat). També pot fer-se-li un "nus d'acollador", un nus en forma de pom perquè quedi retingut en el primer ull de la bigota fixada a l'obenc. Un nus d'acollador típic és l'anomenat "nus de Matthew Walker".
Els acolladors sempre es passen cap a la dreta. El nus de l'acollador queda a proa i per dins a la banda d'estribord, i a popa i per dins a la banda de babord. L'altre cap de l'acollador es va passant pels ulls de les bigotes.